# Lăng Kiên Thái Vương
Lăng Kiên Thái Vương tọa lạc trên một ngọn đồi kế bên lăng Đồng Khánh thuộc phường Thủy Xuân, phía Nam kinh thành Huế, là lăng tẩm của Kiên Thái Vương Nguyễn Phúc Hồng Cai (1845-1876), cha đẻ của ba vị vua triều Nguyễn: Đồng Khánh, Kiến Phúc và Hàm Nghi.

## Kiến trúc

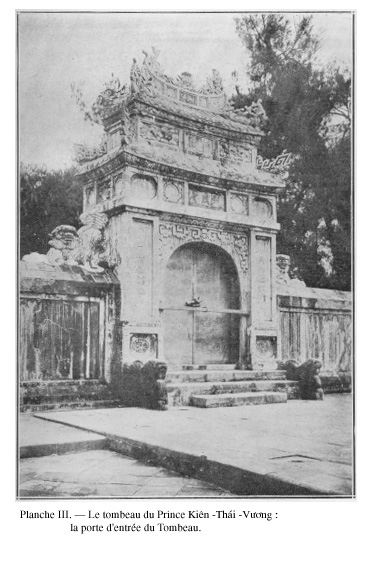
Cổng chính của lăng

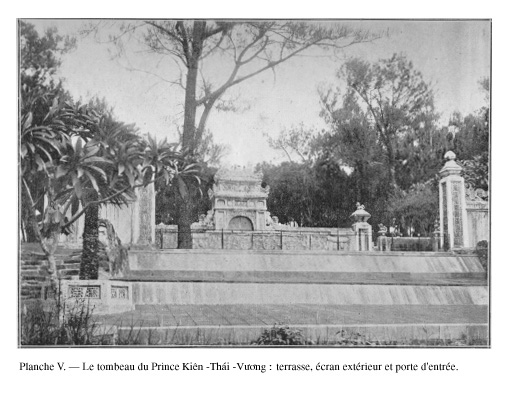
Vòng thành ngoài của lăng Kiên Thái Vương (1925)

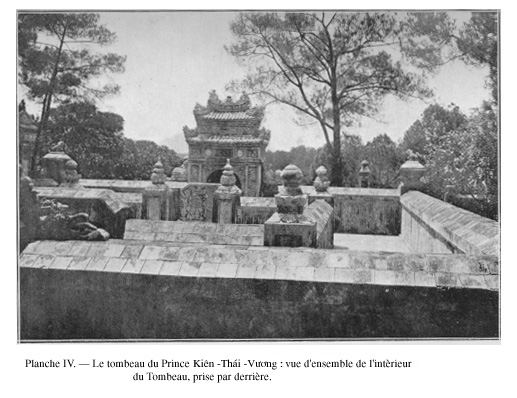
Vòng thành trong của lăng Kiên Thái Vương (1925)

Tổng thể mặt bằng của lăng không có thành bao xác định ranh giới như các lăng hoàng thân quốc thích hay lăng các vua, nhưng lại được định vị rất rõ không gian từ cổng chính gồm những pano pháp lam và trụ đá khắc văn với tấm bia đặt ở giữa, còn gọi là bia Tam vương, từ đây sẽ dẫn đến khuôn viên lăng mộ bằng hai đường ven chứ không theo trục đạo chính như các lăng trước và sau đó.
Điểm đặc biệt của lăng mộ này là ở đây có hai bi đình (nhà bia) trong khi tất cả các lăng mộ khác chỉ có một bi đình. Hai bi đình nằm đối xứng ở hai bên trái và phải của lăng mộ. Tiếp đến là thành bao (thành ngoại) cao chừng 1.8 m, vì vậy che khuất tầm nhìn vào các cụm kiến trúc bên trong. Thành trong với cổng gạch vòm cung truyền thống của Thời Nguyễn, với lớp lớp các ô hộc trang trí gạch hoa và trang trí đắp nổi. Bên trong là bình phong và tẩm của Hoàng tử Kiên Thái Vương. Nhìn chung bố cục của lăng là cân xứng, đăng đối với trục chính hướng Nam theo thuật Phong thuỷ rất được coi trong lúc bấy giờ. Với những đặc trưng về kết cấu kiến trúc, đã dẫn đến những yêu cầu riêng về tạo hình trang trí cho tổng thể của lăng.
Nghệ thuật khảm sứ ở khu lăng mộ được đánh giá rất cao. Các nhà nghiên cứu Pháp đầu thế kỷ 20 đã nhận xét: "Người ta cũng thấy được ở ngôi lăng này những hình trang trí khảm rất phong phú và rất có hiệu quả. Những người thợ trang trí đã biết rút từ sự phối hợp màu sắc của những mảnh sành sứ ra vẻ đẹp mỹ diệu".

## Lịch sử
Hoàng tử Kiên Thái Vương tức Nguyễn Phúc Hồng Cai là con trai thứ 26 của vua Thiệu Trị, ông sinh năm 1845, mất năm 1876 khi mới 31 tuổi. Năm 1885, khi vua Đồng Khánh lên ngôi đã tôn ông là Phụ Kiên Thái Vương. Lăng tẩm của ông được xây cất tại khu vực sát lăng Đồng Khánh - Điện Ngưng Hy với nghệ thuật trang trí nề họa, đắp nổi, chạm đá, pháp lam và khảm sứ chiếm lĩnh chủ đạo.  
Để xây cất lăng Kiên Thái Vương, triều đình đã trưng tập thợ thuyền khắp mọi nơi, công sức đào, đắp, cải tạo cả một vùng đồi núi là rất lớn và đích thân vua Đồng Khánh đã đến ngự tại công trường nhiều ngày để chăm lo xây dựng và hoàn thiện đồ án, chủ toạ buổi xây dựng bia Thần công Thánh đức.